# Леонард Адам
Леонард Адам (нім. Leonhard Adam; 16 грудня 1891, Берлін — 9 вересня 1960, Бонн) — німецький правознавець та етнограф.

## Загальні відомості
У 1958 році Леонард Адам, спільно з Германом Трімборном, написав підручник з етнографії, який довгий час був фундаментальною працею у даній галузі знань. Дослідження Вакаської північноамериканської мовної сім'ї зробило ім'я Л. Адама відомим у світових наукових колах.

## Біографія
Адам вивчав юридичні науки, національну економіку, китаєзнавство та етнографію в університетах Берліна й Грайфсвальда. Після закічення навчання з юриспруденції Адам працював спочатку адвокатом, а потім суддею в Берліні. Тоді ж він почав проводити свої перші етнографічні дослідження. Починаючи з 1918 року, Л. Адам видавав журнал «Порівняльна юриспруденція та етнографічні правові дослідження» (нім. Zeitschrift für Vergleichende Rechtswissenschaft).
Після захоплення в 1933 році влади нацистами, через своє єврейське походження Леонард Адам позбувся можливості працювати за фахом. У 1938 році в рамках «аріїзації» був заборонений друк журналу, й у 1939 році дане видання почало публікуватися Академією німецького права під редакцією Акселя фон Фрайтагх-Лорінгхофена (нім. Axel von Freytagh Loringhoven).
У 1939 році Леонард Адам емігрував до Великої Британії, де в 1940 році вийшла друком книга «Примітивний вид» (англ. Primitive art). У тому ж році, у статусі «громадянина ворожої держави», Леонард Адам був депортований до Австралії. Там він зміг продовжити (починаючи з 1942 року) власні етнографічні дослідження в якості викладача університету Мельбурна.
У 1957 році Л. Адам повернувся до Німеччини.
Помер у 1960 році у Бонні.